# Coaster (spoorlijn in Californië)

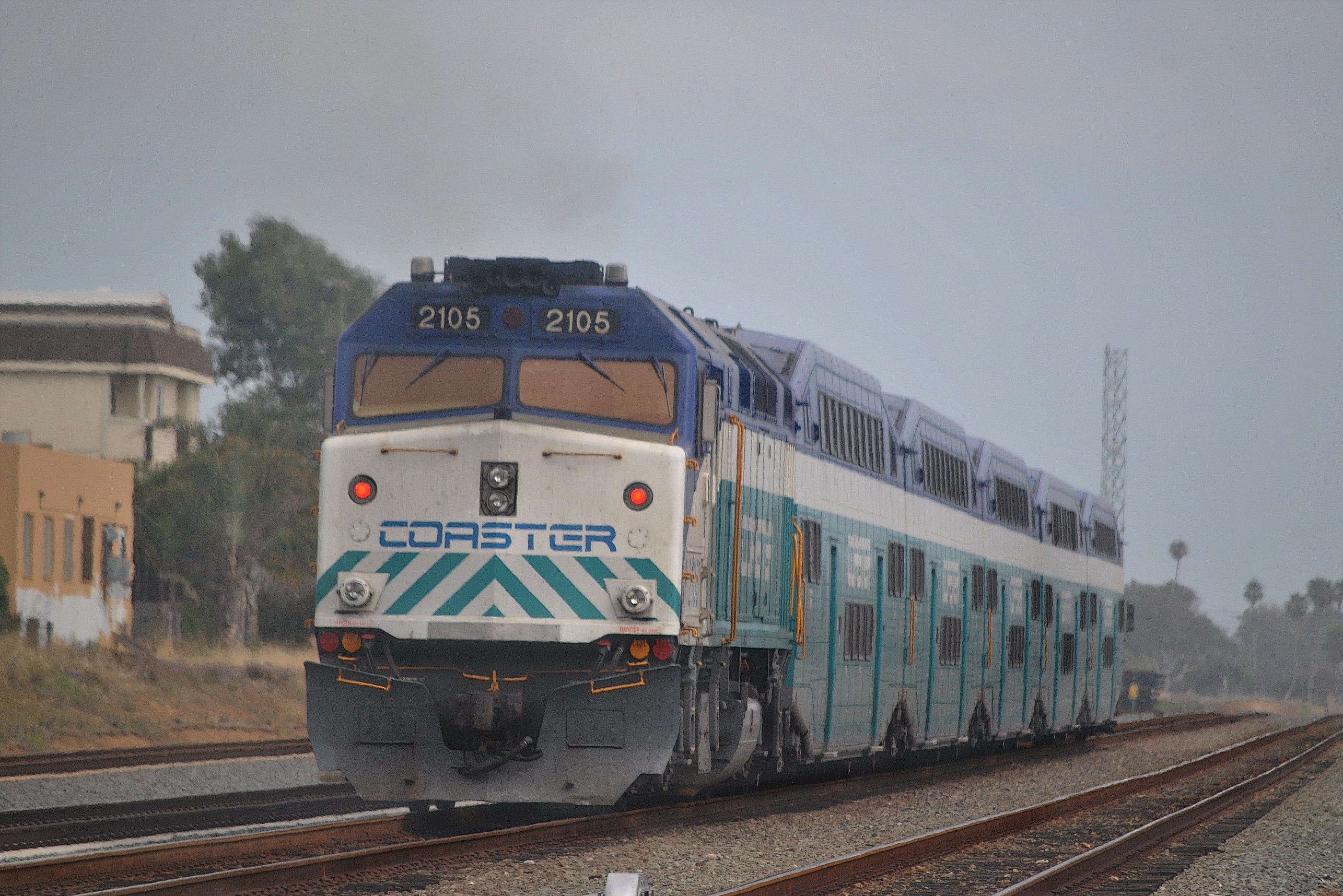
Een Coaster-trein bij Oceanside

Coaster  is een passagierstreindienst in de Amerikaanse staat Californië. De lijn wordt gebruikt voor forenzenverkeer en verbindt de noordelijk kustgebieden van Californië met de stad San Diego. De dienst wordt uitgevoerd door Bombardier Transportation in opdracht van het North County Transit District. De lijn heeft acht stations.

## Geschiedenis
De San Diego Northern Railway (SDNR) kocht de sporen die tegenwoordig gebruikt worden door COASTER van de Atchison, Topeka & Santa Fe Railway in 1994. Oorspronkelijk werden de diensten uitgevoerd door Amtrak, die zorgde voor het benodigde personeel. In 2006 werd de exploitatie overgedragen aan TransitAmerica en in 2016 aan Bombardier Transportation.

## Huidige dienstverlening
De trein rijdt in ongeveer één uur over de gehele lijn. Op weekdagen rijden er meer dan twintig treinen over de spoorlijn, met extra treinen tijdens weekenden. Sinds 3 april 2017 rijden er op vrijdagnacht ook nachttreinen over de lijn.
De volgende haltes worden bediend door Coaster:
| Zone 1                              |                                                                                             |
| Oceanside Transit Center            | Pacific Surfliner Sprinter Metrolink (Orange County Line, Inland Empire-Orange County Line) |
| Carlsbad Village                    | Pacific Surfliner (Niet alle treinen)                                                       |
| Carlsbad Poinsettia                 | -                                                                                           |
| Encinitas                           | -                                                                                           |
| Solana Beach                        | Pacific Surfliner                                                                           |
| Zone 2                              |                                                                                             |
| Sorrento Valley                     | Pacific Surfliner (Niet alle treinen)                                                       |
| Zone 3                              |                                                                                             |
| Old Town San Diego                  | Pacific Surfliner (Niet alle treinen) San Diego Trolley (Green Line)                        |
| Santa Fe Depot (Downtown San Diego) | Pacific Surfliner San Diego Trolley (Green Line, Orange Line, Blue Line)                    |